# Gouvernement Berlusconi I
Pour les articles homonymes, voir gouvernement Berlusconi.
 (septembre 2023).
Si vous disposez d'ouvrages ou d'articles de référence ou si vous connaissez des sites web de qualité traitant du thème abordé ici, merci de compléter l'article en donnant les références utiles à sa vérifiabilité et en les liant à la section « Notes et références ».
République italienne
Ciampi Dini
Le gouvernement Berlusconi I (Governo Berlusconi I en italien) est le gouvernement de la République italienne entre le 10 mai 1994 et le 22 décembre 1994, durant la XIIe législature du Parlement.

## Coalition et historique
Dirigé par le nouveau président du Conseil des ministres libéral Silvio Berlusconi, il est soutenu par le Pôle des libertés - Pôle du bon gouvernement (PDL-PBG), une alliance entre Forza Italia (FI), l'Alliance nationale (AN) et la Ligue du Nord (LN), par le Centre chrétien-démocrate (CCD) et l'Union de Centre (UDC), qui disposent ensemble de 377 députés sur 630 à la Chambre des députés, soit 59,8 % des sièges, et 155 sénateurs sur 325 au Sénat de la République, soit 47,7 % des sièges.
Il a été formé après les élections générales anticipées des 27 et 28 mars 1994 et succède au gouvernement de l'indépendant Carlo Azeglio Ciampi, formé de la Démocratie chrétienne (DC), du Parti socialiste italien (PSI), du Parti républicain italien (PRI), du Parti libéral italien (PLI) et du Parti social-démocrate italien (PSDI).

### Formation
Il s'agit du premier gouvernement constitué depuis la disparition des grands partis de gouvernement de l'histoire républicaine, la DC et le PSI, emportés par les investigations judiciaires de l'opération « Mains propres », qui ont mis au jour un vaste réseau de corruption et détournement de fonds.

### Succession
Du fait du retrait de la Lega de la coalition gouvernementale, Berlusconi remet sa démission au bout de huit mois et le ministre du Trésor, Lamberto Dini, forme un gouvernement d'indépendants, chargé de diriger le pays jusqu'à des élections anticipées.

## Composition

### Initiale (10 mai 1994)
| Titre                                                                                   | Titulaire | Titulaire            | Parti |
| --------------------------------------------------------------------------------------- | --------- | -------------------- | ----- |
| Président du Conseil des ministres                                                      |           | Silvio Berlusconi    | FI    |
| Vice-président du Conseil des ministres Ministre des Postes et des Télécommunications   |           | Giuseppe Tatarella   | AN    |
| Vice-président du Conseil des ministres Ministre de l'Intérieur                         |           | Roberto Maroni       | LN    |
| Ministres sans portefeuille                                                             |           |                      |       |
| Ministre pour la Coordination des politiques européennes                                |           | Domenico Comino      | LN    |
| Ministre pour la Famille et la Solidarité sociale                                       |           | Antonio Guidi        | FI    |
| Ministre pour la Fonction publique et les Affaires régionales                           |           | Giuliano Urbani      | FI    |
| Ministre pour les Italiens dans le monde                                                |           | Sergio Berlinguer    | Sans  |
| Ministre pour les Relations avec le Parlement                                           |           | Giuliano Ferrara     | FI    |
| Ministre pour les Réformes institutionnelles                                            |           | Francesco Speroni    | LN    |
| Ministres                                                                               |           |                      |       |
| Ministre des Affaires étrangères                                                        |           | Antonio Martino      | FI    |
| Ministre des Grâces et de la Justice                                                    |           | Alfredo Biondi       | UdC   |
| Ministre du Budget et de la Programmation économique                                    |           | Giancarlo Pagliarini | LN    |
| Ministre des Finances                                                                   |           | Giulio Tremonti      | FLD   |
| Ministre du Trésor                                                                      |           | Lamberto Dini        | Sans  |
| Ministre de la Défense                                                                  |           | Cesare Previti       | FI    |
| Ministre de l'Instruction publique                                                      |           | Francesco D'Onofrio  | CCD   |
| Ministre des Travaux publics                                                            |           | Roberto Maria Radice | FI    |
| Ministre des Ressources agricoles, alimentaires et forestières                          |           | Adriana Poli Bortone | AN    |
| Ministre des Transports et de la Navigation                                             |           | Publio Fiori         | AN    |
| Ministre de l'Industrie, du Commerce et de l'Artisanat                                  |           | Vito Gnutti          | LN    |
| Ministre de la Santé                                                                    |           | Raffaele Costa       | UdC   |
| Ministre du Commerce extérieur                                                          |           | Giorgio Bernini      | FI    |
| Ministre du Travail et de la Sécurité sociale                                           |           | Clemente Mastella    | CCD   |
| Ministre des Biens culturels et environnementaux                                        |           | Domenico Fisichella  | AN    |
| Ministre de l'Environnement                                                             |           | Altero Matteoli      | AN    |
| Ministre de l'Enseignement supérieur, de la Recherche scientifique et de la Technologie |           | Stefano Podestà      | FI    |